# (12873) Clausewitz
(12873) Clausewitz (1998 OU7) – planetoida z grupy pasa głównego asteroid okrążająca Słońce w ciągu 3,59 lat w średniej odległości 2,35 j.a. Odkryta 26 lipca 1998 roku.